# Jurisdicció universal
La jurisdicció universal o principi d'universalitat és un principi del Dret que permet els Estats declarar la seua jurisdicció per a perseguir certs delictes considerats molt greus, independentment del lloc on s'han produït i de la nacionalitat de l'autor o de la víctima.
El concepte de jurisdicció universal està íntimament lligat a la idea que existeixen lleis internacionals que són erga omnes (afecten tota la comunitat internacional), així com al concepte de ius cogens (existeixen lleis internacionals que imposen obligacions a tota la comunitat internacional sense que aquest fet puga modificar-se mitjançant un acord en contra).
Segons Amnistia Internacional, un defensor de la jurisdicció universal, certs delictes suposen una amenaça tan greu per a la comunitat internacional en el seu conjunt, que els Estats tenen el deure lògic i moral d'enjudiciar-ne els responsables; no hi hauria d'haver cap lloc segur (per amagar-se de la justícia) per als que han comès genocidi, crims contra la humanitat, execucions extrajudicials, crims de guerra, tortures i desaparicions forçades.
Els opositors, com Henry Kissinger, que era ell mateix subjecte de càrrecs de crims de guerra a Espanya, sostenia que la jurisdicció universal és una violació a la sobirania de cada Estat: tots els Estats són iguals en sobirania, com s'afirma en la Carta de les Nacions Unides, "L'àmplia acceptació que les violacions drets humans i crims contra la humanitat han de ser perseguits ha obstaculitzat la consideració de quina és la funció pròpia dels tribunals internacionals. La jurisdicció universal corre el risc de crear una tirania universal: la dels jutges".
La Resolució 1674 del Consell de Seguretat de Nacions Unides, adoptada pel Consell de Seguretat de l'ONU el 28 d'abril de 2006, "Reafirmen el que disposen els paràgrafs 138 i 139 del Document Final de la Cimera Mundial de 2005 pel que fa a la responsabilitat de protegir les poblacions del genocidi, els crims de guerra, neteja ètnica i crims contra la humanitat" i compromet el Consell de Seguretat a actuar per tal de protegir els civils en els conflictes armats.

## Jurisdicció universal a Espanya
A Espanya, el principi de jurisdicció universal està reconegut als articles 23.4, 23.5 i 23.6 de la Llei Orgànica del Poder Judicial (LOPJ), els quals estableixen:
| « | Article 23.4. Igualment, serà competent la jurisdicció espanyola per a conèixer dels fets comesos per espanyols o estrangers fora del territori nacional susceptibles de tipificar-se, segons la llei espanyola, com algun dels següents delictes quan es complisquen les condicions expressades: a) Genocidi, lesa humanitat o contra les persones i béns protegits en cas de conflicte armat, sempre que el procediment es dirigisca contra un espanyol o contra un ciutadà estranger que residisca habitualment a Espanya, o contra un estranger que es trobara a Espanya i l'extradició del qual haguera estat denegada per les autoritats espanyoles. b) Delictes de tortura i contra la integritat moral dels articles 174 a 177 del Codi Penal, quan: 1r el procediment es dirigisca contra un espanyol; o, 2n la víctima tinguera nacionalitat espanyola en el moment de comissió dels fets i la persona a qui s'impute la comissió del delicte es trobe en territori espanyol. c) Delictes de desaparició forçada inclosos en la Convenció internacional per a la protecció de totes les persones contra les desaparicions forçades, feta a Nova York el 20 de desembre de 2006, quan: 1r el procediment es dirigisca contra un espanyol; o, 2n la víctima tinguera nacionalitat espanyola en el moment de comissió dels fets i la persona a qui s'impute la comissió del delicte es trobe en territori espanyol. d) Delictes de pirateria, terrorisme, tràfic il·legal de drogues tòxiques, estupefaents o substàncies psicotròpiques, tràfic d'éssers humans, contra els drets dels ciutadans estrangers i delictes contra la seguretat de la navegació marítima que es cometen als espais marins, en els supòsits prevists als tractats ratificats per Espanya o en actes normatius d'una Organització Internacional de la qual Espanya siga part. e) Terrorisme, sempre que concórrega algun dels següents supòsits: 1r el procediment es dirigisca contra un espanyol; 2n el procediment es dirigisca contra un estranger que residisca habitualment a Espanya; 3r el delicte s'haja comés per compte d'una persona jurídica amb domicili a Espanya; 4t la víctima tinguera nacionalitat espanyola en el moment de comissió dels fets; 5é el delicte haja estat comés per a influir o condicionar d'un mode il·lícit l'actuació de qualsevol Autoritat espanyola; 6é el delicte haja estat comés contra una institució o organisme de la Unió Europea que tinga la seua seu a Espanya; 7é el delicte haja estat comés contra un vaixell o aeronau amb pavelló espanyol; o, 8é el delicte s'haja comés contra instal·lacions oficials espanyoles, incloent les seues ambaixades i consulats. A aquests efectes, s'entén per instal·lació oficial espanyola qualsevol instal·lació permanent o temporal on desenvolupen les seues funcions públiques autoritats o funcionaris públics espanyols. f) Els delictes continguts al Conveni per a la repressió del apoderament il·lícit d'aeronaus, fet a La Haya el 16 de desembre de 1970, sempre que: 1r el delicte haja estat comés per un ciutadà espanyol; o, 2n el delicte s'haja comés contra una aeronau que navegue sota pavelló espanyol. g) Els delictes continguts al Conveni per a la repressió d'actes il·lícits contra la seguretat de l'aviació civil, fet a Montreal el 23 de setembre de 1971, i al seu Protocol complementari fet a Montreal el 24 de febrer de 1988, en els supòsits autoritazats pel mateix. | » |

| « | Article 23.6. Els delictes als quals es refereixen els apartats 3 i 4 sols seran perseguibles a Espanya prèvia interposició de querella per l'agreujat o pel Ministeri Fiscal. | » |

### Reformes de la jurisdicció universal

#### Modificació de 2009
Després de la modificació de 2009, el principi de jurisdicció universal queda establert de la següent manera a l'article 23.4 de la Llei Orgànica del Poder Judicial (LOPJ):
| « | Igualment, serà competent la jurisdicció espanyola per a conèixer dels fets comesos per espanyols o estrangers fora del territori nacional susceptibles de tipificar-se, segons la llei espanyola, com algun dels següents delictes: a) Genocidi i lesa humanitat. b) Terrorisme. c) Pirateria i apoderament il·lícit d'aeronaus. d) Delictes relatius a la prostitució i corrupció de menors i incapaços. e) Tràfic il·legal de drogues psicotròpiques, tòxiques i estupefaents. f) Tràfic il·legal o immigració clandestina de persones, siguen o no treballadores. g) Els relatius a la mutilació genital femenina, sempre que els responsables es troben a Espanya. h) Qualsevol altre que, segons els tractats i convenis internacionals, en particular els Convenis de dret internacional humanitari i de protecció dels drets humans, haja de ser perseguit en Espanya. Sense perjudici del que pogueren disposar els tractats i convenis internacionals subscrits per Espanya, perquè puguen conèixer els Tribunals espanyols dels anteriors delictes haurà de quedar acreditat que els seus presumptes responsables es troben a Espanya o que existeixen víctimes de nacionalitat espanyola, o constatar-se algun vincle de connexió rellevant amb Espanya i, en tot cas, que en altre país competent o al si d'un Tribunal internacional no s'ha iniciat procediment que supose una investigació i una persecució efectiva, en el seu cas, de tals fets punibles. El procés penal iniciat davant la jurisdicció espanyola se sobreseurà provisionalment quan quede constància del començament d'altre procés sobre els fets denunciats al país o pel Tribunal als quals es refereix el paràgraf anterior. | » |

#### Modificació de 2014
El 27 de febrer, el Congrés dels Diputats aprova amb els vots del PP la reforma de la Llei Orgànica del Poder Judicial.
El 12 de març de 2014 el Senat rebutja amb els vots del PP els vets de l'oposició a la reforma de la Llei del Poder Judicial i aprova el text tal com va arribar del Congrés dels Diputats.
El 15 de març entra en vigor la Llei Orgànica 1/2014, de 13 de març, de modificació de la Llei Orgànica 6/1985, d'1 de juliol, del Poder Judicial, relativa a la justícia universal.
El 17 de març de 2014, el magistrat de l'Audiència Nacional, Santiago Pedraz Gómez, emet un aute on disposa no aplicar a la causa del cas Couso els apartats 4 i 5 de l'article 23 de la recentment aprovada modificació relativa a la justícia universal de la Llei Orgànica del Poder Judicial, així com la disposició transitòria única, per considerar que aquesta modificació de la llei contradiu el IV Conveni de Ginebra relatiu a la protecció deguda a les persones civils en temps de guerra (una de les Convencions de Ginebra) en introduir limitacions a la persecució d'aquest tipus de delictes.
Carlos Floriano, vicesecretari general d'organització del PP, acusa el magistrat Santiago Pedraz Gómez d'actuar amb biaix ideològic al cas Couso. Alfonso Alonso, portaveu del grup del PP al Congrés dels Diputats ha qualificat el magistrat Santiago Pedraz Gómez d'extravagant per negar-se a aplicar les lleis.
Les tres associacions professionals de jutges majoritàries (Jutges per a la Democràcia, Associació Professional de la Magistratura i Associació Francisco de Vitoria) consideren ajustada a Dret la decisió del magistrat Santiago Pedraz Gómez. Diversos juristes experts en Dret internacional i Dret constitucional avalen la decisió del magistrat Santiago Pedraz Gómez.